# Asni
Asni (en àrab أسني, Asnī; en amazic ⴰⵙⵏⵉ) és una comuna rural de la província d'Al Haouz, a la regió de Marràqueix-Safi, al Marroc. Segons el cens de 2014 tenia una població total de 21.224 persones. Es troba vora dels límits del Parc Nacional de Toubkal